# 星大胸斧魚
星大胸斧魚，又名星大胸斧脂鯉，為輻鰭魚綱脂鯉目胸斧脂鯉科的其中一種。其种加词“stellatus”意为“星斑的”。

## 分布
本魚分布於亞馬遜河及奧里諾科河流域。

## 特徵
本魚腹部輪廓很深，但背部輪廓幾乎扁平，背部的灰綠黃色向下逐漸褪呈灰藍銀色。在鰓蓋後面有一條模糊的深藍灰色條紋，直到尾柄後端變成一斑塊。鱗片比其他的種類大，背鰭上有一塊黑斑，背鰭後位。野外體長約可達2.2～5.5公分，人工圈養則可長到更大，體長約6.7～8公分。

## 生態
本魚棲息在淡水溪流中，喜群居，性情溫和。屬雜食性。

## 經濟利用
為觀賞性魚類，飼養時須加蓋，另外也可食用。